# Dragee

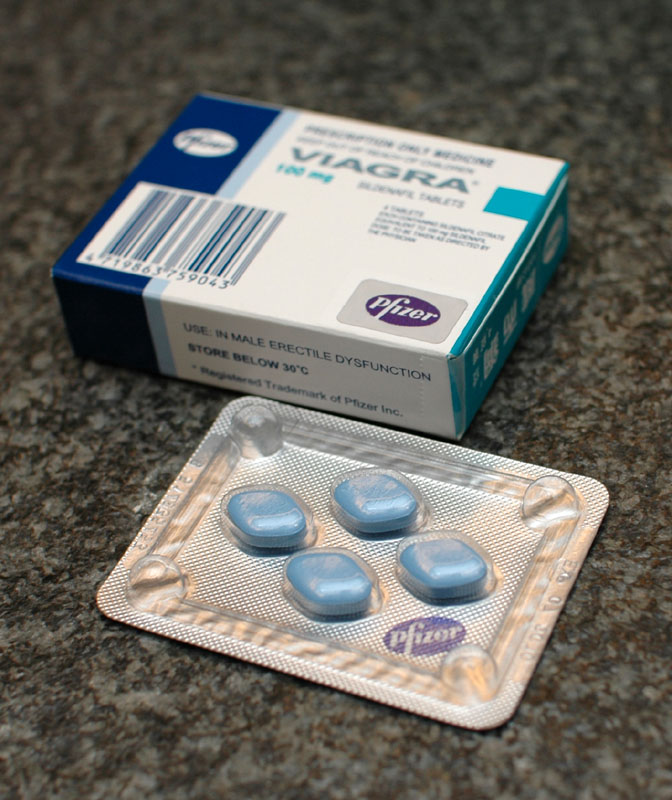

Een dragee is een tablet met een coating. De coating bestaat vaak uit suiker en een kleurstof. Het doel van de coating is het verbeteren van het uiterlijk van het tablet, soms dient de coating ook om het farmacon (de geneeskrachtige stof) tegen invloeden van licht te beschermen of het smaakgevoel te verbeteren. Veel mensen vinden bovendien dat de gladde coating het inslikken van een tablet gemakkelijker maakt. Bij een geneesmiddel als de pil is de hoeveelheid farmacon zeer klein en is het tablet dat hiermee geslagen wordt erg klein. Door de coating eromheen wordt de dragee groter en daardoor makkelijker hanteerbaar. 
Doordat de coating en de suikerlaag snel en volledig in de maag oplost, hebben dragees geen verlengde afgifte. Als de coating om een tablet bedoeld is voor een langdurige afgifte, spreekt men van een tablet met verlengde of vertraagde afgifte, niet van een dragee.
In Nederland zijn veel geneesmiddelen als dragee in de handel, een bekend voorbeeld buiten de pil is de hardroze ibuprofendragee.